# 인식학자 목록
다음은 인식학자(인식론 학자) 목록이다.

## 고대 철학
- 아이네시데모스
- 아우구스티누스
- 회의주의자 아그립파스
- 아리스토텔레스
- 데모크리토스
- 에피쿠로스
- 헤라클레이토스
- 맹자
- 묵자
- 파르메니데스
- 플라톤
- 프로타고라스
- 피론
- 섹스투스 엠피리쿠스
- 소크라테스
- 테오프라스토스
- 티몬 (철학자)
- 키티온의 제논
- 크세노파네스

## 중세 철학
- 토마스 아퀴나스
- 이븐 시나
- 이븐 루시드
- 로저 베이컨
- 파라비
- 마르실리오 피치노
- 가잘리
- 킨디
- 프란시스코 수아레스
- 오컴의 윌리엄

## 현대 철학
- 프랜시스 베이컨
- 토머스 베이즈
- 피에르 벨
- 조지 버클리
- 윌리엄 킹던 클리퍼드
- 르네 데카르트
- 게오르크 빌헬름 프리드리히 헤겔
- 토머스 홉스
- 데이비드 흄
- 고트프리트 빌헬름 라이프니츠
- 존 로크
- 미셸 드 몽테뉴
- 윌리엄 제임스
- 이마누엘 칸트
- 쇠렌 키르케고르
- 니콜라 말브랑슈
- 조지 산타야나
- 프리드리히 빌헬름 요제프 셸링
- 카를 빌헬름 프리드리히 슐레겔
- 프리드리히 슐라이어마허
- 바뤼흐 스피노자
- 루돌프 슈타이너
- 잠바티스타 비코

## 동시대 철학
- 윌리엄 올스턴
- G. E. M. 앤스콤
- 로버트 아우디
- A. J. 에이어
- 질 들뢰즈
- 파울 파이어아벤트
- 에드먼드 게티어
- 에른스트 폰 글라저스펠트
- 앨빈 골드먼
- 넬슨 굿맨
- 폴 그라이스
- 샌드라 하딩
- 프리드리히 하이에크
- 칼 구스타프 헴펠
- 토머스 쿤
- 데이비드 루이스 (철학자)
- 존 맥도웰
- G. E. 무어
- 로버트 노직
- 장 피아제
- 앨빈 플랜팅가
- 칼 포퍼
- 힐러리 퍼트넘
- 윌러드 밴 오먼 콰인
- 아인 랜드
- 버트런드 러셀
- 존 설
- P. F. 스트로슨
- 나심 니컬러스 탈레브
- 루트비히 비트겐슈타인